# Harmanda annulata
Harmanda annulata is een hooiwagen uit de familie Sclerosomatidae.